# The Stowaway (film 1910)
The Stowaway è un cortometraggio muto del 1910 diretto da Lewin Fitzhamon e interpretato da Gertie Potter.

## Trama
Un povero giovane che si era nascosto come clandestino viene salvato dalla figlia del capitano di una nave.

## Produzione
Il film fu prodotto dalla Hepworth.

## Distribuzione
Distribuito dalla Hepworth, il film - un cortometraggio di 129,54 metri - uscì nelle sale cinematografiche britanniche nel maggio 1910.
Si conoscono pochi dati del film che, prodotto dalla Hepworth, fu distrutto nel 1924 dallo stesso produttore, Cecil M. Hepworth. Fallito, in gravissime difficoltà finanziarie, il produttore pensò in questo modo di poter almeno recuperare il nitrato d'argento della pellicola.